# Mikojan-Goerevitsj MiG-25
De Mikojan-Goerevitsj MiG-25 (NAVO-Codenaam: Foxbat) is een supersonisch onderscheppings- en verkenningsvliegtuig en een van de snelste militaire vliegtuigen ooit in dienst genomen. Hij is ontworpen door het ontwerpbureau Mikojan-Goerevitsj in de Sovjet-Unie. 

## Kenmerken
Hij heeft een topsnelheid van ten minste mach 2,83, met een maximum van Mach 3,2, maar vliegen op deze snelheid kon maar voor beperkte tijd en beschadigde de motoren. De uitrusting bestaat uit een zeer krachtige radar en vier lucht-luchtraketten.
Toen het toestel voor het eerst te zien was op verkenningsfoto's, suggereerde het grote vleugeloppervlak een groot en zeer beweeglijk gevechtsvliegtuig. De grote luchtinlaten suggereerde motoren met ontzettend veel stuwkracht en een erg hoge topsnelheid. Dit was overigens een periode waarin de Amerikaanse ontwerpstudies zich ook richtten op meer beweeglijkheid, zoals gemerkt tijdens de Vietnamoorlog. De MiG-25 maakte het Westen erg onrustig en zorgde voor de productie van de F-15 Eagle eind jaren 60. De mogelijkheden van de MiG-25 werden pas echt duidelijk in 1976 toen Sovjetpiloot Viktor Belenko overliep met een MiG-25 naar de Verenigde Staten via Japan. Het grote vleugeloppervlak bleek te maken te hebben met de relatief zeer hoge massa. Het toestel bestond voor 80% uit nikkel-staal. Het toestel bestond maar voor 9% uit titanium, veel minder dan wat het westen had verwacht. Viktor Belenko beschreef de frustratie om de legendarische SR-71 Blackbird bij te houden en neer te halen. Het verkenningsvliegtuig was simpelweg te snel, beide vliegtuigen waren geschikt om sneller dan mach 3 te vliegen. De MiG kon dit alleen voor enkele minuten, niet voor uren achter elkaar zoals de Blackbird.

## Geschiedenis
Tijdens de Koude Oorlog had de luchtverdedigingseenheid van de Sovjet-Unie (PVO), niet te verwarren met de luchtmacht van de Sovjet-Unie (VVS), als taak de strategische luchtverdediging van de Sovjet-Unie. In de decennia na de Tweede Wereldoorlog betekende het niet alleen het afhandelen van schendingen van het luchtruim, maar vooral het beschermen van het uitgestrekte luchtruim van de USSR tegen Amerikaanse verkenningsvliegtuigen en strategische bommenwerpers die uitgerust konden worden met kernwapens. De prestaties van dit soort vliegtuigen werd gestaag verbeterd. Vluchten van de Amerikaanse Lockheed U-2 eind jaren 50 toonden de behoefte aan van een onderscheppingsvliegtuig dat hoger kon vliegen dan de tot dan toe beschikbare vliegtuigen.
De subsonische strategische bommenwerpers Boeing B-47 Stratojet en Boeing B-52 Stratofortress werden gevolgd door de supersonische Convair B-58 Hustler, met de nog snellere North American B-70 Valkyrie nog op de tekentafels. Dit betekende dat er een grote verbetering nodig was van het verdedigingssysteem van de PVO. Begin 1958 stelde men een eisenpakket op voor een bemande onderschepper, met een snelheid van 3.000 km/h en een plafond tot minstens 27 km. Mikojan en Soechoj toonden interesse.
Het ontwerpburo Mikojan-Goerevitsj werkte aan meerdere series van onderscheppers in de tweede helft van de jaren 1950: de I-1, I-3U, I-7U, I-75, Ye-150, Ye-150A, Ye-152, Ye-152A, Ye-152P en Ye-152M. De Ye-150 is het vermelden waard omdat deze speciaal gebouwd werd om Toemanski R-15-motoren te testen, waarvan er uiteindelijk twee de MiG-25 zouden voortstuwen. Dit leidde vervolgens weer tot de Ye-166, die meerdere wereldrecords vestigde. De Ye-152M (gevormd uit de twee Ye-152-toestellen) was bedoeld als de definitieve zware onderschepper, maar de PVO had al gekozen voor de Toepolev Tu-128. Omdat men al ver gevorderd was met de ontwikkeling van de MiG-25 werd de eenmotorige Ye-152 geschrapt.
De MiG-25 was het laatste vliegtuig waaraan Michail Goerevitsj werkte; hij ging in 1964 met pensioen. Het eerste prototype vloog in 1964 en de eerste toestellen kwamen in 1970 in dienst. 
De productie van de MiG-25 serie eindigde in 1984 na bijna 1.190 vliegtuigen. De MiG-25 is een symbool van Koude Oorlog en vloog bij vele voormalige Sovjetrepublieken en is nog altijd gedeeltelijk in dienst in Rusland en enkele andere landen. Het is nog altijd het snelste gevechtsvliegtuig ooit gebouwd.